# Scenopinus antennatus
Scenopinus antennatus är en tvåvingeart som först beskrevs av Krober 1914.  Scenopinus antennatus ingår i släktet Scenopinus och familjen fönsterflugor.
Artens utbredningsområde är Algeriet. Inga underarter finns listade i Catalogue of Life.